# Còdex Bezae
El Còdex de Bezae, és un manuscrit primitiu de la Bíblia anomenat així, pel nom del seu descobridor Théodore de Bèze, humanista i teòleg francès, erudit del Nou Testament que va viure a l'època de Joan Calví, de qui en fou soci i successor.
Théodore de Bèze, afirmà que el còdex es va trobar al  monestir de "Sant Ireneu"  a Lió (França), després del saqueig de la ciutat per part dels hugonots.

## Característiques
El còdex està escrit en lletra uncial (majúscules), ordenat en línies de longitud desigual. El text és bilingüe, la plana esquerra està escrita en grec i la dreta, en llatí. El text grec es nota que ha estat corregit moltes vegades. Hom pensa que el còdex pot ser una còpia d'un manuscrit en papir d'un text primitiu.
El Còdex de Bezae, es conserva a la Universitat de Cambridge, i el presentà a aquesta institució Beza l'any 1581. Actualment se'l designa com a  "D" .

## Contingut
El Còdex de Bezae data del segle v, consta de 406 fulls i conté els quatre Evangelis, i part dels Fets dels Apòstols. Hom creu que també incloïa algunes cartes, ja que hi ha un fragment de la Tercera Epístola de Joan.
Llacunes:
Mateu 1:1-20; 6:20 – 9:2; 27:2-12; Joan 1:16 – 3:26; Actes 8:29 – 10:14; 21:2-10.16-18; 22:10-20.29 – 28:31;
Mateu 3:7-16; Marc 16:15-20; Joan 18:14 – 20:13 (més tard es completà a mà).
Molts cops el contingut coincideix amb els textos del Còdex Vaticanus, el Còdex Sinaiticus i el Còdex Alexandrinus, tot i que d'altres vegades en divergeix. El més important d'aquest còdex o manuscrit és que confirma altres còdex importants, no en els afegits sinó en les omissions particulars.